# Movimiento A Luchar
El Movimiento A Luchar fue un movimiento social político colombiano de las décadas de 1980 y 1990.
Fundado el 28 de mayo de 1984 , por miembros de diferentes movimientos sociales de sindicalistas, estudiantes y líderes campesinos, grupos políticos de izquierda, algunos clandestinos, en especial en el Nororiente de Colombia, Antioquia, Valle del Cauca, Bogotá, Huila y Arauca que vieron en el Movimiento A Luchar la opción de hacer una opción política diferente desde la legalidad. Nacido a partir de los procesos de paz entre el gobierno colombiano de Belisario Betancourt y guerrillas como el Ejército de Liberación Nacional y el Partido Revolucionario de los Trabajadores.

## Historia
Tuvieron como antecedente movimientos sindicales como la Corriente de Integración Sindical (CIS).
Entre sus propuestas estuvo la realización de una Asamblea Nacional Popular, que permitiera cambios en la democracia del país. Realizaron campañas políticas de conformación de cabildos populares, de abstención en las elecciones, otra denominada El Pueblo Habla, El Pueblo Manda,  y de apoyo y participación en la Asamblea Nacional Constituyente que daría lugar a la desmovilización de la Corriente de Renovación Socialista y a la Constitución Política de 1991. Contaban con un periódico y eran cercanos al Trotskismo.
Su Primera Convención Nacional fue desarrollada entre el 28 y 30 de junio de 1986. En el Teatro Jorge Eliécer Gaitán de Bogotá
Impulsaron el paro del nororiente de 1987 y las marchas de mayo de 1988.
Al igual que la Unión Patriótica y el Frente Popular, fueron víctimas de la política de exterminio y de la denominada "Guerra Sucia" contra la izquierda en Colombia.
Contra esta organización se realizó la Operación Relámpago de 1990 Y fueron objeto de múltiples masacres contra sus militantes. Se han documentado  575 crímenes en su contra dejando un saldo de 305 vidas, 35 amenazas de muerte, 27 heridos de bala, 14 exiliados, 149 detenidos, 21 allanamientos y 9 torturados, cuya autoría recae presumiblemente en un 38% en grupos paramilitares y un 57% en las Fuerzas Militares y Policía Nacional.